# CFD Réseau de Saône-et-Loire

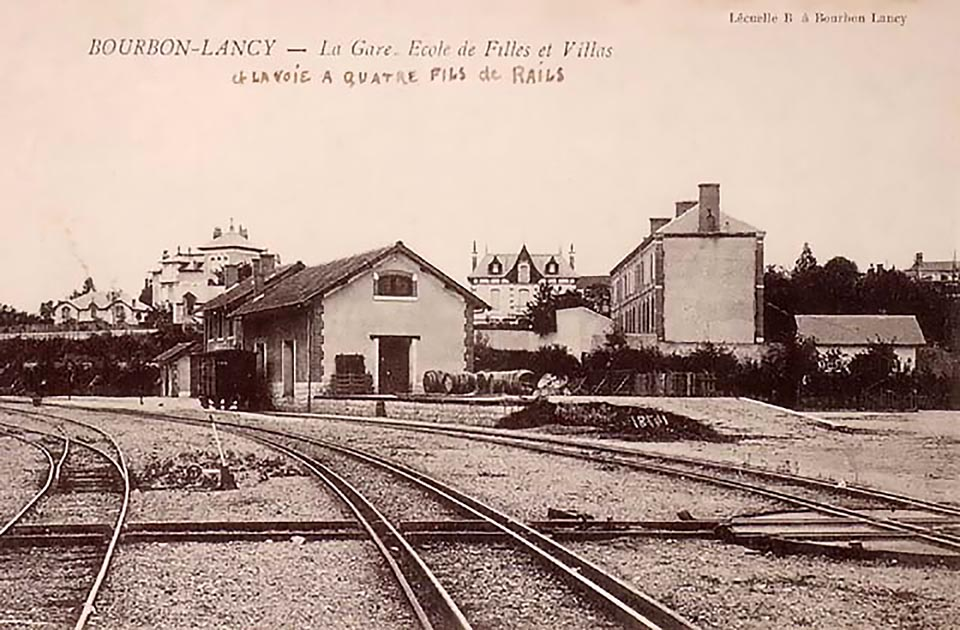
La gare de Bourbon-Lancy avec une voie à 4 files de rail.

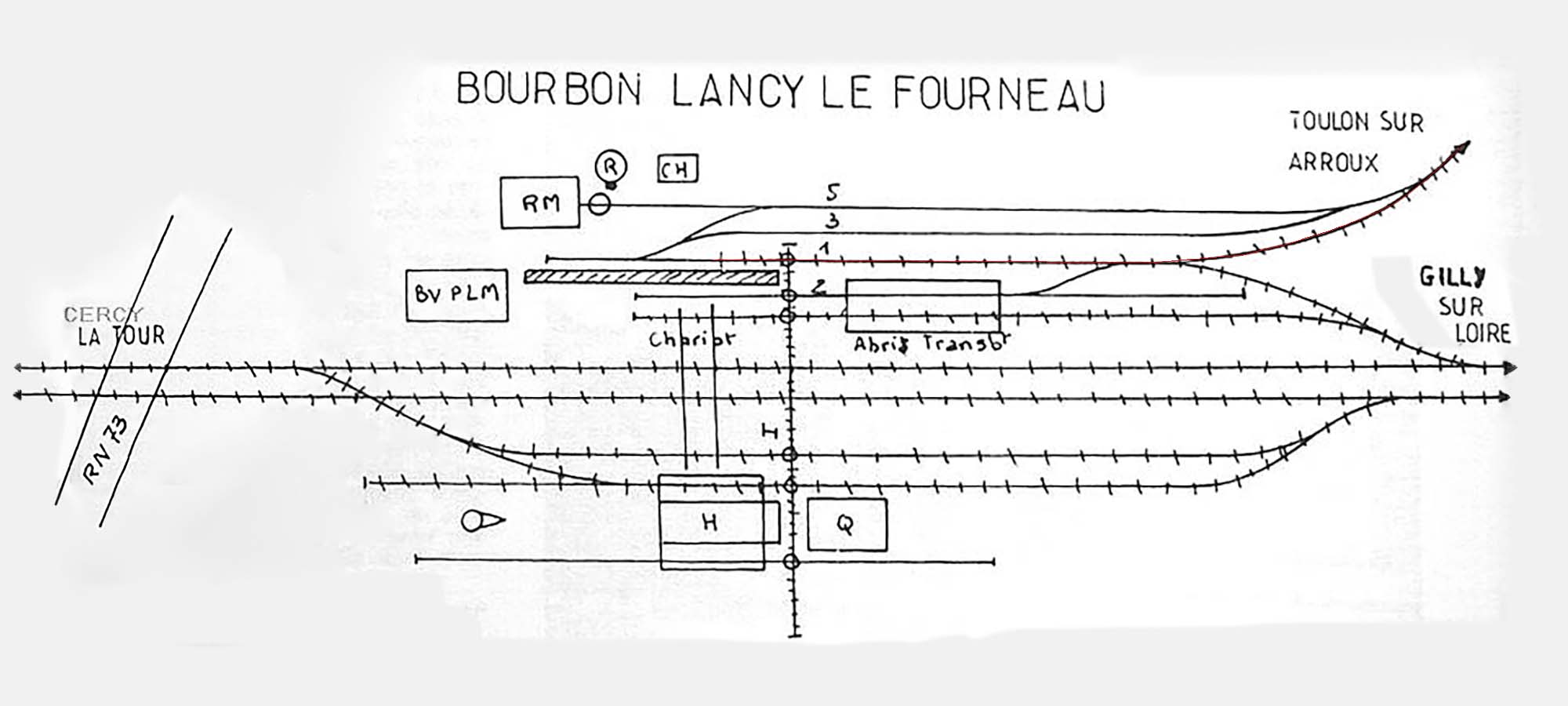
Le plan de la gare de Bourbon-Lancy le Fourneau.

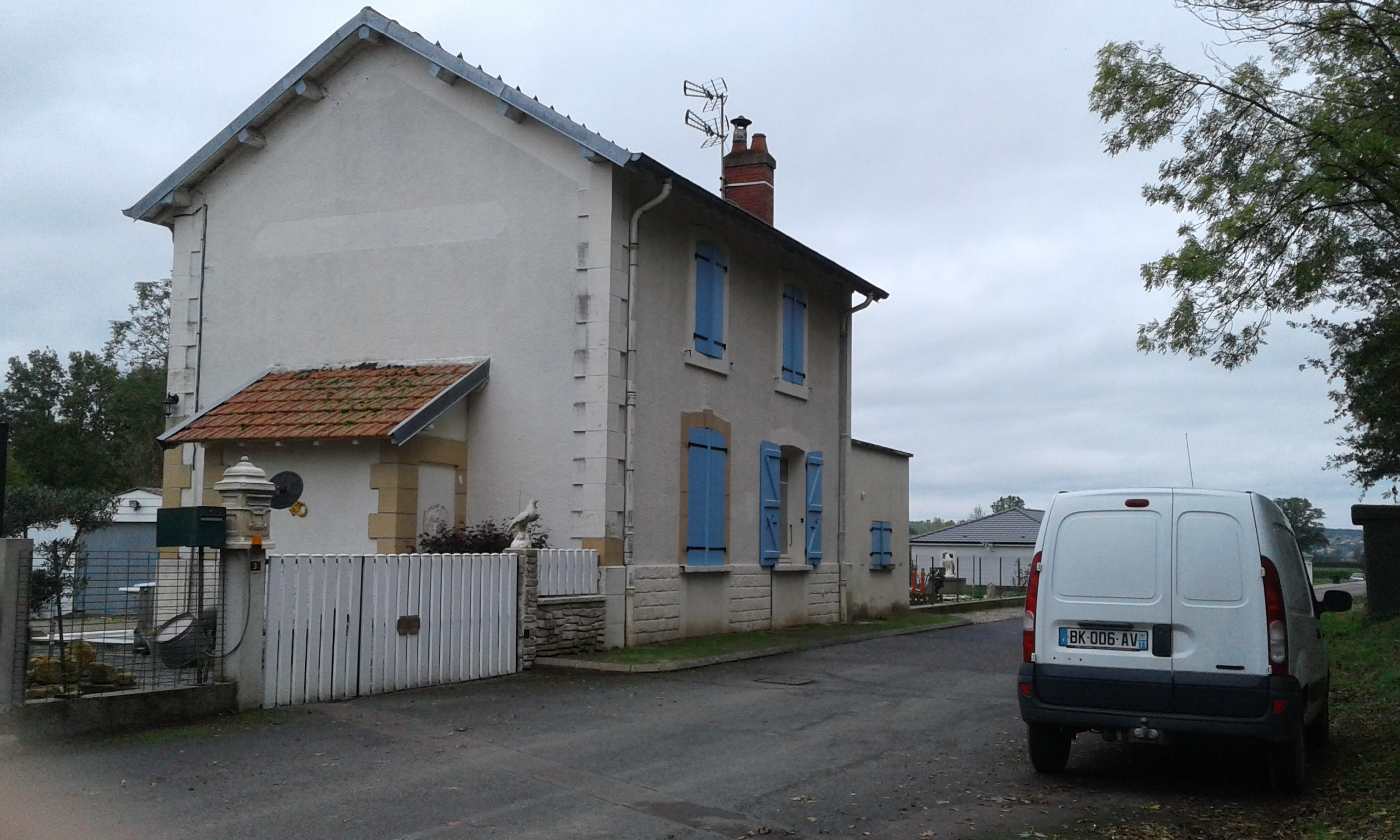
L'ancienne gare de Vendresse-sur-Arroux

Le Réseau de  Saône-et-Loire de la compagnie de chemins de fer départementaux (CFD), comprend deux lignes construites à voie métrique. Il est situé dans le département de Saône-et-Loire. Il a été mis en service en 1893 et fermé en 1953.

## Lignes
- Digoin - Toulon-sur-Arroux - Etang-sur-Arroux (53 km) ouverture le 30 juillet 1893, fermeture le 15 septembre 1953
- Toulon-sur-Arroux - Bourbon-Lancy (ville) (42 km) ouverture en 1900, fermeture 1939
- Bourbon-Lancy  (ville) - Bourbon-Lancy - le Fourneau (Gare PLM) (3 km) ouverture 1900, fermeture 1957.

Le centre du réseau est situé à Toulon-sur-Arroux où se trouvent le dépôt et les ateliers.

## Infrastructure

### Gares de jonctions
- Gare de Digoin, avec le PLM
- Gare de Gueugnon, avec le réseau industriel des Forges de Geugnon
- Gare de Bourbon - Lancy - le Fourneau, avec le PLM
- Gare d'Étang-sur-Arroux, avec le PLM